# Leaky scanning
O leaky scanning é um mecanismo por vezes utilizado durante a fase de iniciação da tradução de proteínas eucarióticas que permite a regulação da expressão genética. Durante o início da tradução, a pequena subunidade ribossómica eucariótica 40S (sob a forma de um complexo de pré-iniciação 43S ou 43S PIC) "escaneia", "arrasta" ou move-se na direção 5' → 3' ao longo da região 5' não traduzida (5'UTR) para localizar o codão de iniciação (AUG) para iniciar a fase de alongamento da tradução. No entanto, por vezes, o ribossoma que está a escanear ignora o codão de início normal do AUG e inicia a tradução mais a jusante para outro codão do AUG que encontra, que deveria codificar uma metionina dentro da proteína, mas que é utilizado como um novo codão de início, pelo que a proteína será mais curta do que o normal, sem a parte de início normal.  Com a maioria dos mecanismos de varrimento utilizados pelo ribossoma, a tradução em células eucarióticas ocorre no codão de iniciação AUG mais próximo da extremidade 5’ do mRNA; no entanto, se o ribossoma que está escaneando encontra um “contexto de nucleótidos desfavorável” em torno do codão de iniciação, continua a escanear sem aí iniciar a tradução. 
O início da tradução por este mecanismo nem sempre ocorre nos codão AUG localizados mais à frente do que o normal. Existem certos casos em que se descobriu que a iniciação ocorreu a montante num codão que não era AUG. Este mecanismo é frequentemente observado em genes eucarióticos contendo sequências líderes rico em G-C. Coloca-se a hipótese de que o escaneio é retardada por uma estrutura secundária que permite a ligação de tRNA-Met a um codão incorreto. 
Vários vírus utilizam o mecanismo de leaky scanning para produzir proteínas essenciais, o que implica que este procedimento não é consequência de uma deficiência ou erro, mas permite aos vírus ultrapassar a elevada pressões seletivas de terem de competir com os seus hospedeiros.  Os biólogos moleculares estão a procurar o ambiente nucleotídico ideal para o início da tradução e o mecanismo pelo qual os vírus se replicam. 

## Descoberta
Através de vários estudos, Marilyn Kozak foi a primeira a reconhecer o papel essencial que o escaneio desempenha durante o início da tradução em células de mamíferos. O codão AUG em mamíferos é reconhecido de forma ideal se estiver no contexto GCCRCCAUGG, também conhecido como sequência de consenso de Kozak. A purina (R) e cada um dos nucleótidos dentro desta sequência são altamente conservados e têm uma função importante no reconhecimento e início da tradução em muitas subunidades ribossómicas 40S. Com o contexto ideal em torno do codão de iniciação AUG, os ribossomas iniciam a iniciação nesse ponto. Um contexto fraco ocorre quando as sequências adjacentes ao codão de iniciação AUG se desviam da sequência consenso. Alguns ribossomas iniciarão a tradução num destes locais fracos, mas a maioria realizará aqui uma "leaky scanning", saltando o codão e iniciando-a rio abaixo. Como resultado, é provável que sejam produzidas diferentes proteínas.